# Planeta de ferro

Comparação de tamanhos de planetas com diferentes composições

Um planeta de ferro é um tipo de planeta que consiste principalmente de um núcleo rico em ferro, com pouco ou nenhum manto. Mercúrio é o maior corpo celeste desse tipo no Sistema Solar, mas exoplanetas maiores ricos em ferro podem existir.

## Origem
Planetas ricos em ferro podem ser os restos de planetas rochosos normais de metal/silicato, cujos mantos rochosos foram arrancados por impactos gigantescos. Modelos atuais da formação de planetas preveem que planetas ricos em ferro se formem em órbitas próximas de estrelas massivas onde o disco protoplanetário, presumivelmente, consista de um material rico em ferro.

## Características
Planetas ricos em ferro são menores e mais densos do que outros tipos de planetas de massa comparável. Tais planetas, como se esfriam rapidamente após a formação, não teriam tectônica de placas ou forte campo magnético. Como a água e o ferro são instáveis na escala de geológica de tempo, planetas de ferro úmidos na zona habitável de uma estrela podem ser cobertos por lagos de carbonila de ferro ou outras substâncias exóticas, em lugar de água.

## Candidatos
Alguns planetas extrassolares candidatos a serem compostos principalmente de ferro são KOI-1843 b, Kepler-70b e Kepler-10b.